# اوته اوبرهوفنر
اوته اوبرهوفنر (آلمانی: Ute Oberhoffner؛ زاده ۱۵ سپتامبر ۱۹۶۱) لژسوار زن اهل آلمان بود.
وی در مسابقات کشوری و بین‌المللی در مجموع برندهٔ ۳ مدال طلا، ۴ مدال نقره، ۷ مدال برنز شده‌است.